# Línea de operaciones
Los ejércitos para marchar desde la base de operaciones al objetivo necesitan numerosas vías de comunicación, que les permitan efectuarlo con facilidad y rapidez. La palabra línea de operaciones comprende un haz de caminos constituyendo una zona, aunque suele materializarse la línea, denominándola por la vía de comunicación más importante empleado por el ejército en su marcha. Por esta razón algunos autores han querido que se aplicara a las líneas de operaciones la denominación de zonas de operaciones, con el inconveniente de poder confundir dos conceptos a veces diversos, puesto que se entiende por zona de operaciones no sólo la porción de terreno por la que avanza el ejército, sino también toda zona por donde maniobra, que a veces no coincidirá con la línea de operaciones, cuya característica es unir la base con el objetivo. 

## Características
1. Conducir lo más directa y fácilmente posible al objetivo propuesto. Condición que no siempre cumplirá la línea más corta desde el punto de vista geométrico, sino la que presente menor número de obstáculos naturales y posiciones defendidas o defendibles, junto con el mayor números de buenos caminos, carteras y vías férreas.
2. Estar enlazadas con la base., de modo que ambas se cubran y protejan recíprocamente. Aunque la situación ideal de la línea de operaciones con respecto a la base es que resulte normal y en el centro de ella, podrá enlazarse también en uno de sus extremos o en ambos, normal y oblicuamente.

## Tipos
Según la finalidad que se proponga el ejército al adoptar sus líneas de operaciones, estas pueden ser:
- principales: son las que conducen al núcleo más importante del ejército enemigo, que será casi siempre el objetivo principal de la campaña.
- secundarias: las seguidas por una parte del ejército para una operación secundaria, o bien para la principal, siempre que vaya separada del núcleo central de las tropas, pero en combinación y en dependencia directa con él, para coadyuvar a dicha operación
- eventuales o accidentales: las que se meplean para operaciones de dicha índole, abandonándolas una vez realizadas.

En cuanto a su número son únicas si todas las fuerzas emplean una sola, y múltiples cuando varios ejércitos que operan en un mismo teatro de operaciones siguen líneas diversas, teniendo cada una en los primeros momentos su misión particular y cierta independencia.<vr/>
En esta caso, que es el más general, dados los contingentes, las líneas de operaciones pueden se clasificadas en lo que a su dirección se refiere, en convergentes, divergentes y paralealas.
- convergentes: son las más ventajosas, porque teniendo generalmente los distintos grupos un objetivo común, es natural que converjan hacia él con la gran ventaja de concentrarse más las fuerzas a medida que se acercan al enemigo y se alejan de la base. Su empleo implica en cierto modo una posición central en el adversario, lo cual le facilitará acudir rápidamente al punto de ataque que resulte más débil, permitiéndole batir separadamente las fuerzas, operando por línas interiores, modo de operar recomendado pro los tratadistas de arte militar y que se explica más abajo en el apartado correspondiente.
- divergentes: estas línea se emplean raramente por el peligro que conlleva el ir separando las fuerzas a medida que se alejan de la base de operaciones, siendo, sin embargo, de uso ventajoso cuando se ha de hacer frente a una amenaza procedente de varios puntos, o cuando un ejército tiene que perseguir a otro que al retirarse se disemina.
- paralelas: se emplean pocas veces, pues suponen dos objetivos distintos, y siendo uno de ellos más importante que el otro, no convendrá distraer fuerzas en operaciones que no constituyan el verdadero objetivo de la campaña. Sólo resultan admisibles cuando se trata de dominar un país no defendido por tropas regulares, puesto que en tal caso se tenderá a ocupar la mayor extensión de terreno posible, o bien cuando la gran superioridad numérica permita distraer fuerzas del ejército en entretener núcleos  más o menos fuertes del enemigo.

### Líneas interiores y exteriores
Al empleo de las líneas múltiples va íntimamente enlazada la debatida cuestión de las líneas interiores y exteriores. 
Desde el momento en que un ejército tiene dos o más líneas de operaciones puede suceder que éstas sean exteriores a las del enemigo. Si la desproporción de fuerzas no es muy grande y capaz de decidir por sí sola la victoria, la ventaja está de parte del ejército que puede operar por líneas interiores, puesto que teniendo que recorrer una distancia menor (para llegar al choque con uno de los ejércitos enemigos que ocupan líneas exteriores a las suyas), que las separa a éste de cualquiera de las demás columnas que quisiesen correr en su auxilio, podrá el primero batir por separado a las diversas tropas enemigas, asegurando la superioridad numérica, que quizá no tenía en el punto decisivo o conveniente. Esta maniobra para que tenga éxito ha de ser ejecutada marchando resueltamente contra una de las fracciones enemigas sin dar importancia a la otra. Hay que elegir quien ha de sufrir el golpe y obra con rapidez y no correr al segundo adversario sin haber aniquilado por completo al primero.  
Si las líneas interiores son mal empleadas el desastre puede ser grande, pues las tropas que ocupan las líneas exteriores tienden a reunirse, y si lo consiguen, estrechan al enemigo y le rodean. Las líneas exteriores son convenientes, pues, cuando se tiene gran superioridad numérica y el enemigo se muestra poco audaz y maniobrero, porque no son de temer los ataques por líneas interiores del enemigo y se tiene la ventaja de operar por líneas convergentes, como suelen serlo casi siempre las exteriores.